# Charles Krauss
Charles Krauss (Parigi, 1871 – Roma, 1926) è stato un attore-regista francese del teatro e del cinema muto.

## Biografia
Da giovane frequentò l'Accademia di belle arti, dove si specializzò nell'incisione.
Notato da un impresario belga, costui gli offrì un'apparizione sul palco. Alla fine dell'Ottocento, Krauss debuttò sulle scene al Teatro Alhambra di Bruxelles. In teatro interpretò ruoli importanti in varie rappresentazioni di importanti classici, come l'Amleto di Shakespeare. Successivamente passò nella compagnia di Sarah Bernhardt, dove militò per ben dieci anni, sia nella tournée americana sia a Parigi.
Nel 1909 si avvicinò al cinema e venne scritturato dalla Société Française des Films Éclair. Nella casa di produzione parigina, Krauss divenne uno degli attori più attivi, alternando ruoli principali in film come Beethoven, Eugénie Grandet, César Birotteau, La Légende du juif errant e Cavalleria rusticana.
Nel 1913 dopo essere comparso in almeno una cinquantina di pellicole, decise di passare dietro la macchina da presa, dirigendo film come Corso rouge, Chéri-Bibi ou la Drogue maudite, gran parte dei quali ebbe come protagonista l'attrice Maryse Dauvray, che divenne sua moglie.
Chiamato alle armi allo scoppio della prima guerra mondiale e congedato al termine del conflitto, nel 1919, assieme alla moglie incontrò a Parigi il produttore-distributore cinematografico italiano Gustavo Lombardo, che mise entrambi sotto contratto per la sua casa di produzione.
Alla Lombardo Film di Napoli, Krauss e la sua consorte furono protagonisti di oltre una decina di pellicole girate tra il 1920 e il 1925 tutti diretti dallo stesso attore francese, il cui genere differiva un po' da quello che interpretarono in patria - che furono prevalente gialli e polizieschi - infatti furono commedie e melodrammi. Il primo film italiano della coppia Krauss-Dauvray fu L'artefice dell'amore, su soggetto di Amleto Palermi, al quale fecero seguito altri titoli di un certo rilievo come Il gatto nero, L'ultimo romanzo di Giorgio Belfiore, Bolla di sapone, Li-Pao, mandarino e La rivoluzione dei pescicani.
Morì improvvisamente a Roma nel 1926 in circostanze oscure.

## Filmografia parziale

### Attore
- L'Honneur du corsaire di Victorin-Hippolyte Jasset (1908)
- Beethoven, regia di Victorin-Hippolyte Jasset (1909)
- La Légende du Juif errant, regia di Victorin-Hippolyte Jasset (1909)
- Piétro le muletier, regia di Victorin-Hippolyte Jasset (1909)
- Cavalleria rusticana, regia di Émile Chautard (1910)
- Eugénie Grandet, regia di Emile Chautard e Victorin-Hippolyte Jasset (1910)
- César Birotteau, regia di Emile Chautard e Victorin-Hippolyte Jasset (1911)
- Au pays des ténèbres, regia di Victorin-Hippolyte Jasset (1912)
- Zigomar contre Nick Carter, regia di Victorin-Hippolyte Jasset (1912)
- Le Dernier Pardon, regia di Maurice Tourneur  (1913)
- Le Meurtre légal, regia di Victorin-Hippolyte Jasset (1913)
- Le chemin du coeur, regia di Victorin-Hippolyte Jasset (1913)
- L'Assaut de la terre, regia di Émile Chautard e Victorin-Hippolyte Jasset  (1913)
- Sacrifice, regia di Victorin-Hippolyte Jasset (1913)
- Protéa, regia di Victorin-Hippolyte Jasset (1913)
- Le Collier de Kali, regia di Victorin-Hippolyte Jasset (1913)
- Les Gaîtés de l'escadron, regia di Joseph Faivre e Maurice Tourneur (1913)

### Regista
- Trompe-la-Mort (1913)
- Les premières aventures de Chéri Bibi (1914)
- Il gatto nero (1920) - regia, sceneggiatura e interpretazione
- L'artefice dell'amore (1920) - regia e interpretazione
- L'ultimo romanzo di Giorgio Belfiore (1920) - regia e interpretazione
- Bolla di sapone (1921) - regia, sceneggiatura e interpretazione
- Li-Pao, mandarino (1921) - regia, sceneggiatura e interpretazione
- La fiamma sacra (1922) - regia e interpretazione
- La rivoluzione dei pescicani (1922) - regia e interpretazione
- Un cuore, un pugnale, un cervello (1922) - regia e interpretazione
- Casa mia, donna mia (1923) - regia e interpretazione
- La maschera della femmina (1924)  - regia e interpretazione
- La casa dello scandalo (1925) - regia e interpretazione